# Ixothraupis
Ixothraupis är ett litet fågelsläkte i familjen tangaror inom ordningen tättingar. Släktet omfattar fem arter som förekommer från Costa Rica till norra Sydamerika:
- Pricktangara (Ixothraupis varia)
- Roststrupig tangara (Ixothraupis rufigula)
- Fläcktangara (Ixothraupis punctata)
- Dropptangara (Ixothraupis guttata)
- Fjällig tangara (Ixothraupis xanthogastra)

Tidigare inkluderades arterna i släktet Tangara, men genetiska studier har visat att arterna står närmare Thraupis. Andra auktoriteter inkluderar istället både Ixothraupis och Thraupis i Tangara. 